# Xfburn
Xfburn ist eine freie Software zum Beschreiben von (wieder-)beschreibbaren optischen Medien wie CDs, DVDs, und (seit 0.5.2) Blu-Rays. Es ist das Brennprogramm der Desktop-Umgebung Xfce und als schlanke, ressourcenschonende Anwendung konzipiert. Es wird seit 2005 in der Programmiersprache C entwickelt und seit 30. Juli 2006 (Version 0.1.0alpha) als freie Software zu den Bedingungen der GPL verbreitet.
Es basiert auf den Programmbibliotheken des libburnia-Projektes. Für Audio-CDs kann auf GStreamer zurückgegriffen werden, um dessen unterstützte Audio-Dateiformate (zum Beispiel MP3, Vorbis und FLAC) automatisch zum benötigten CDDA-Format umzuwandeln. Unterstützung für Multisession-Brände fehlt noch.